# Gerhard Ernst (Philologe)
Gerhard Ernst (* 7. Juli 1937 in Ansbach) ist ein deutscher Philologe, Romanist und Hochschullehrer.

## Leben und Wirken
Nach seiner Reifeprüfung 1956 in Ansbach studierte Gerhard Ernst von 1956 bis 1962 Romanistik und Klassische Philologie an der Universität Erlangen-Nürnberg. Von 1959 bis 1961 studierte er an der Universität La Sapienza in Rom. Die beiden Staatsexamen für den höheren Schuldienst folgten 1962 und 1964. Von 1962 bis 1965 arbeitete er als Studienreferendar bw. Studienrat im Schuldienst in Gunzenhausen. 1967 promovierte er an der Universität Erlangen-Nürnberg bei Heinrich Kuen. Von 1966 bis 1974 war Ernst als wissenschaftlicher Assistent an dieser Universität tätig, wo er sich 1974 für Romanische Philologie (Sprachwissenschaft) habilitierte. Bis 1976 lehrte er als Wissenschaftlicher Rat bzw. Professor in Erlangen. 1976 wurde er auf ordentliche Professur an der Universität Regensburg berufen. Im Jahr 2002 wurde er emeritiert.
In seinen Veröffentlichungen beschäftigt sich Ernst vor allem mit der Geschichte der romanischen Sprachen (einschl. der rumänischen Sprache) und ihrer sprachwissenschaftlichen Analyse. Sein Einführungskurs Italienisch erschien in elf Auflagen.

## Veröffentlichungen (Auswahl)
- Die Toskanisierung des römischen Dialekts im 15. und 16. Jahrhundert (= Beihefte zur Zeitschrift für romanische Philologie, Bd. 121). Niemeyer, Tübingen 1970, ISBN 3-484-52023-X (= Dissertation Universität Erlangen-Nürnberg).
- Der Wortschatz der französischen Übersetzungen von Plutarchs 'Vies parallèls' (1559–1564). Lexikologische Untersuchungen zur Herausbildung des français littéraire vom 16. zum 17. Jahrhundert (= Beihefte zur Zeitschrift für romanische Philologie, Bd. 162). Niemeyer, Tübingen 1977, ISBN 3-484-52067-1 (Habilitationsschrift Universität Erlangen-Nürnberg).
- (Hrsg.): Das Patriarchat Aquileia. Schnittpunkt der Kulturen (= Schriftenreihe des Regensburger Osteuropainstituts, Bd. 10). Lassleben, Regensburg 1983, ISBN 3-7847-3160-0.
- Gesprochenes Französisch zu Beginn des 17. Jahrhunderts. Direkte Rede in Jean Héroards „Histoire particulière de Louis XIII“ (1605–1610) (= Beihefte zur Zeitschrift für romanische Philologie, Bd. 204). Niemeyer, Tübingen 1985, ISBN 3-484-52204-6.
- (mit Josef Felixberger): Sprachwissenschaftliche Analysen neufranzösischer Texte (= Romanistische Arbeitshefte, Bd. 27). Niemeyer, Tübingen 1987, ISBN 3-484-54027-3.
- Einführungskurs Italienisch. 11. Auflage. Niemeyer, Tübingen 1991, ISBN 3-484-50052-2.
- (Hrsg., mit Barbara Weber): Deutsch-rumänische Sprach- und Kulturbeziehungen im 19. Jahrhundert (= Schriftenreihe des Osteuropainstituts Regensburg-Passau, Bd. 13). Lassleben, Regensburg 1992, ISBN 3-7847-3163-5.
- (Hrsg.): Beiträge zur rumänischen Sprache im 19. Jahrhundert. Niemeyer, Tübingen 1992, ISBN 3-484-50317-3.
- (Hrsg.): Zur heutigen Situation deutschsprachiger Minderheiten im östlichen Europa (= Schriftenreihe des Osteuropainstituts Regensburg-Passau, Bd. 16). Lassleben, Regensburg 2000, ISBN 3-7487-3166-X.
- (Hrsg.): Romanische Sprachgeschichte. Ein internationales Handbuch zur Geschichte der romanischen Sprachen. Drei Teile (= Handbücher zur Sprach- und Kommunikationswissenschaft, Bd. 23). de Gruyter, Berlin 2003–2008.
- Textes francais privés des XVIIe et XVIIIe siècles. Zwei Bände. 2. Aufl. (= Beihefte zur Zeitschrift für romanische Philologie, Bd. 400). de Gruyter, Berlin 2019, ISBN 978-3-11-047087-1.

Festschrift
- Sabine Heinemann (Hrsg.): Roma et Romania. Festschrift für Gerhard Ernst zum 65. Geburtstag. Niemeyer, Tübingen 2002, ISBN 3-484-50391-2 (Bibliographie Gerhard Ernst S. 3–14).